# Rošpoh (Kungota, Slovenija)
Rošpoh je naselje u slovenskoj Općini Kungoti. Rošpoh se nalazi u pokrajini Štajerskoj i statističkoj regiji Podravskoj. 

## Stanovništvo
Prema popisu stanovništva iz 2002. godine naselje je imalo 236 stanovnika.